# Liste der Biografien/Cart
Liste der Biografien |
Portal Biografien |
Personensuche
# |
A |
B |
C |
D |
E |
F |
G |
H |
I |
J |
K |
L |
M |
N |
O |
P |
Q |
R |
S |
T |
U |
V |
W |
X |
Y |
Z |
?
 
Ca |
Cb |
Cc |
Ce |
Ch |
Ci |
Cj |
Ck |
Cl |
Cm |
Cn |
Co |
Cr |
Cs |
Ct |
Cu |
Cv |
Cw |
Cy |
Cz
 
Caa–Cag |
Cah |
Cai |
Caj |
Cak |
Cal |
Cam |
Can |
Cao–Cap |
Caq |
Car |
Cas |
Cat–Caz
 
Cara |
Carb |
Carc |
Card |
Care |
Carf |
Carg |
Carh |
Cari |
Carj |
Cark |
Carl |
Carm |
Carn |
Caro |
Carp |
Carq |
Carr |
Cars |
Cart |
Caru |
Carv |
Carw |
Cary |
Carz
Die Liste der Biografien führt alle Personen auf, die in der deutschsprachigen Wikipedia einen Artikel haben. Dieses ist eine Teilliste mit 381 Einträgen von Personen, deren Namen mit den Buchstaben „Cart“ beginnt.

## Cart
- Cart, Jaques (1828–1913), Schweizer evangelischer Geistlicher und Heimatforscher
- Cart, Karl (1906–1988), österreichischer Fußballspieler

### Carta
- Carta, Antonella (* 1967), italienische Fußballspielerin
- Carta, Fabio (* 1977), italienischer Shorttracker
- Carta, Federica (* 1999), italienische Popsängerin
- Carta, Gianuario (1931–2017), italienischer Jurist und Politiker
- Carta, Marco (* 1985), italienischer Popsänger
- Carta, Maria (1934–1994), italienische Schauspielerin und Sängerin
- Carta, Salvatore (* 1964), italienischer Offizier (Brigadegeneral)
- Cartabia, Federico (* 1993), argentinischer Fußballspieler
- Cartabia, Marta (* 1963), italienische Verfassungsrechtlerin und Verfassungsrichterin
- Cartagena Ocaña, Serafín Luis Alberto (* 1924), emeritierter Bischof
- Cartagena, Matías (* 1988), uruguayischer Fußballspieler
- Cartagena, Mauro († 2014), uruguayischer Schauspieler
- Cartagena, Wilder (* 1994), peruanischer Fußballspieler
- Cartailhac, Émile (1845–1921), französischer Prähistoriker
- Cartal, Henri, französischer Sänger (Bariton)
- Cârțan, Badea (1849–1911), rumänischer Schäfer
- Cartan, Élie (1869–1951), französischer Mathematiker, der Beiträge zur Theorie der Lie-Gruppen und ihrer Anwendungen lieferte
- Cartan, Henri (1904–2008), französischer Mathematiker
- Cartan, Jean (1906–1932), französischer Komponist
- Cartano, Werner (* 1929), deutscher Schauspieler und Synchronsprecher
- Cărtărescu, Mircea (* 1956), rumänischer SchriftstellerMircea Cărtărescu (* 1956)

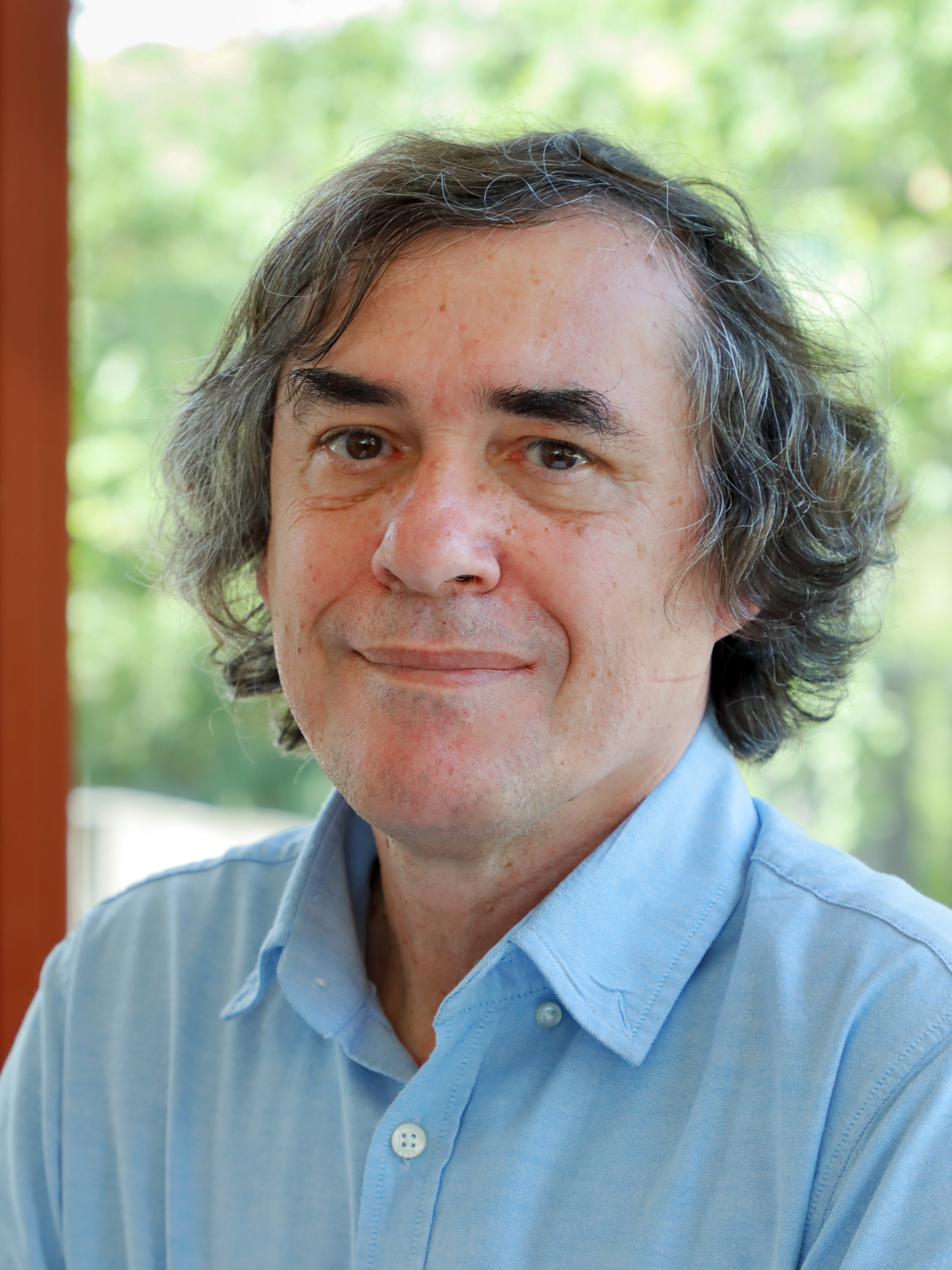
Mircea Cărtărescu (* 1956)

- Cartari, Vincenzo (1531–1569), italienischer Mythograph und Diplomat
- Cartarius, Ulrich (1940–2008), deutscher Historiker und Archivar
- Cartatéguy, Michel Christian (* 1951), französischer Geistlicher, emeritierter Erzbischof von Niamey

### Carte

#### Cartea
- Carteaux, Jean-François (1751–1813), General der französischen Armee

#### Cartel
- Cartellieri, Alexander (1867–1955), deutscher Historiker
- Cartellieri, Antonio Casimir (1772–1807), deutsch-böhmischer Komponist der Klassik
- Cartellieri, Carmen (1891–1953), österreichische Schauspielerin und Filmproduzentin
- Cartellieri, Gustav (1941–2010), deutscher Orgelbauer
- Cartellieri, Otto (1872–1930), deutscher Historiker
- Cartellieri, Paul (1807–1881), österreichischer Schriftsteller, Arzt und Ehrenbürger
- Cartellieri, Ulrich (* 1937), deutscher Bankmanager
- Cartellieri, Wolfgang (1901–1969), deutscher Politiker und Staatssekretär
- Cartellone, Michael (* 1962), US-amerikanischer Schlagzeuger und Maler

#### Carter
- Carter Cash, John (* 1970), US-amerikanischer Country-Musiker, Songwriter und Produzent
- Carter Cash, June (1929–2003), US-amerikanische Country-Musikerin
- Carter Holmes, Susan (* 1933), britische Botanikerin und Taxonomistin
- Carter, A. P. (1891–1960), US-amerikanischer Country-Sänger
- Carter, Aaron (1987–2022), US-amerikanischer SängerAaron Carter (1987–2022)

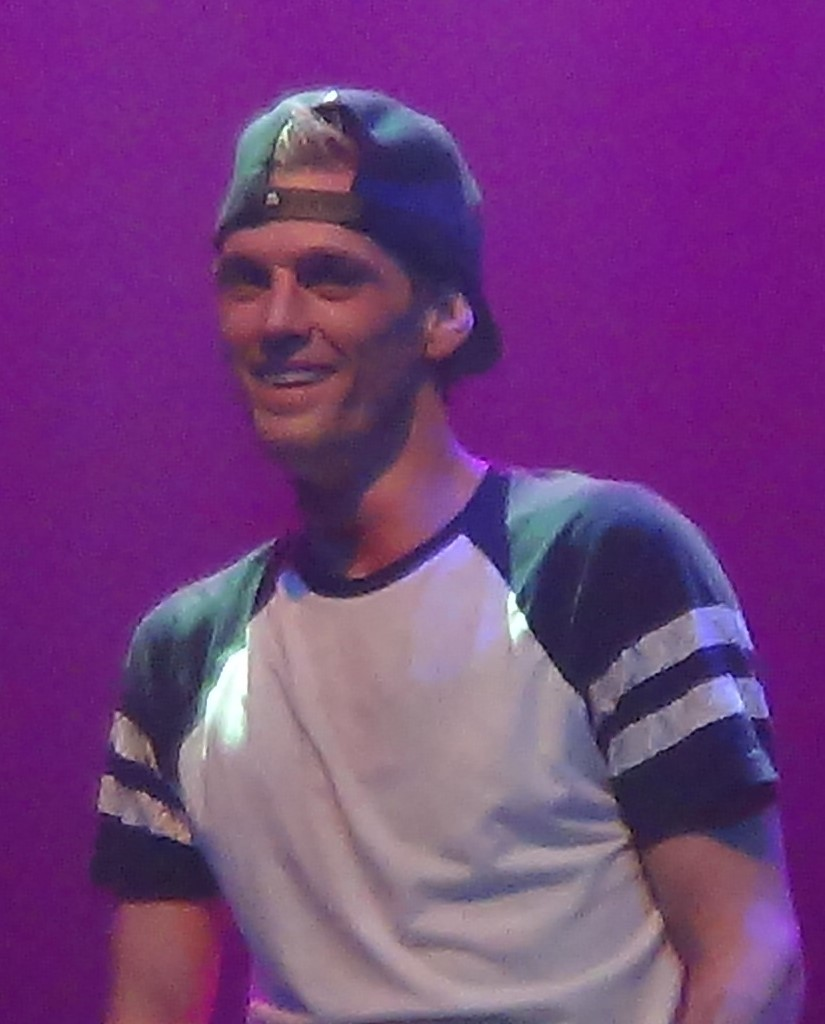
Aaron Carter (1987–2022)

- Carter, Abdul (* 2004), US-amerikanischer American-Football-Spieler
- Carter, Aimée (* 1986), US-amerikanische Fantasy-Autorin
- Carter, Alan (1920–2009), englisch-deutscher Balletttänzer, Choreograf und Kostümbildner
- Carter, Albert E. (1881–1964), US-amerikanischer Politiker
- Carter, Alex (* 1964), kanadischer Schauspieler
- Carter, Alexander (1909–2002), kanadischer Geistlicher, Bischof von Sault Sainte Marie
- Carter, Alfred Howard (1891–1971), englischer Geistlicher und Vorreiter der US-amerikanischen Pfingstbewegung
- Carter, Allister (* 1979), englischer SnookerspielerAllister Carter (* 1979)

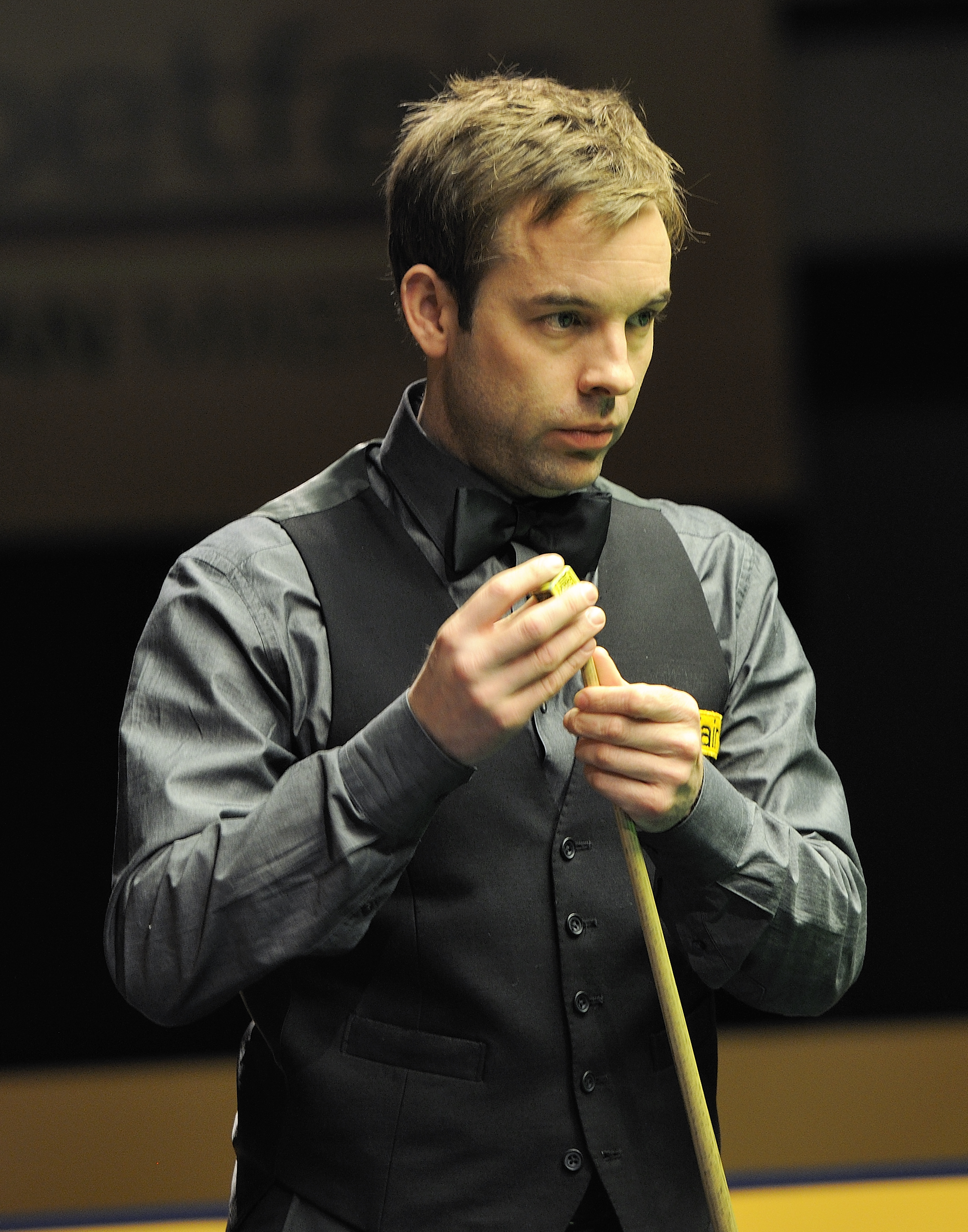
Allister Carter (* 1979)

- Carter, Amanda (* 1976), neuseeländische Badmintonspielerin
- Carter, Amon G. (1879–1955), US-amerikanischer Zeitungsverleger
- Carter, Andy (* 1949), britischer Mittelstreckenläufer
- Carter, Angela (1940–1992), britische Schriftstellerin
- Carter, Anita (1933–1999), US-amerikanische Country- und Folk-Sängerin
- Carter, Ann (1936–2014), US-amerikanische Filmschauspielerin
- Carter, Anson (* 1974), kanadischer Eishockeyspieler
- Carter, Anthony (* 1975), US-amerikanischer Basketballtrainer und -spieler
- Carter, Anthony (* 1994), australisch-italienischer Fußballspieler
- Carter, Arturo Brizio (* 1956), mexikanischer FIFA-Schiedsrichter
- Carter, Ashton (1954–2022), US-amerikanischer Politiker
- Carter, Barry E. (1942–2014), amerikanischer Jurist, Professor an der Georgetown University
- Carter, Benny (1907–2003), US-amerikanischer Jazz-Saxophonist
- Carter, Bert (1906–1976), englischer Fußballspieler
- Carter, Bessie (* 1993), britische Schauspielerin
- Carter, Betty († 1998), US-amerikanische Jazzsängerin
- Carter, Big John (1958–2024), britischer Boogie-Woogie-Pianist
- Carter, Big Lucky (1920–2002), US-amerikanischer Bluesmusiker
- Carter, Bill (* 1929), US-amerikanischer Country- und Rockabilly-Musiker sowie Label-Besitzer und Produzent
- Carter, Blue Ivy (* 2012), US-amerikanische SängerinBlue Ivy Carter (* 2012)

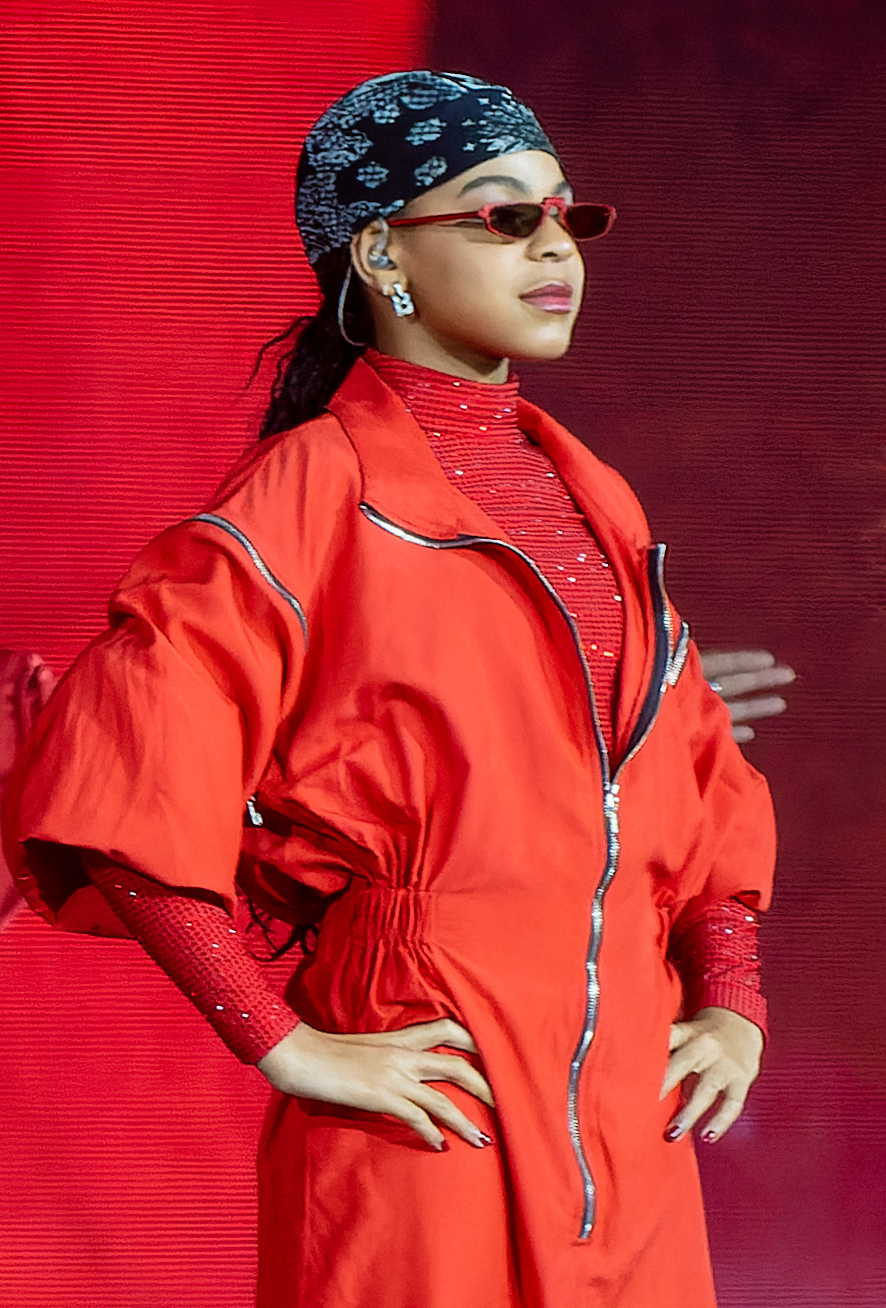
Blue Ivy Carter (* 2012)

- Carter, Bo (1893–1964), US-amerikanischer Blues-Gitarrist
- Carter, Bob (1922–1993), US-amerikanischer Jazzbassist und Arrangeur
- Carter, Brandon (* 1942), theoretischer Physiker
- Carter, Bridie (* 1970), australische Schauspielerin
- Carter, Bryan (* 1990), amerikanischer Jazzmusiker (Schlagzeug, Gesang, Komposition, Arrangement)
- Carter, Buddy (* 1957), US-amerikanischer Politiker der Republikanischen Partei
- Carter, Bunchy (1942–1969), US-amerikanischer politischer Aktivist
- Carter, Carlene (* 1955), US-amerikanische Country-Sängerin
- Carter, Charles D. (1868–1929), US-amerikanischer Politiker
- Carter, Chris (* 1942), britischer Mittelstreckenläufer
- Carter, Chris (* 1952), neuseeländischer Politiker
- Carter, Chris (* 1953), britischer Musiker
- Carter, Chris (* 1956), US-amerikanischer Filmproduzent, Drehbuchautor und Regisseur
- Carter, Chris (* 1965), brasilianischer SchriftstellerChris Carter (* 1965)

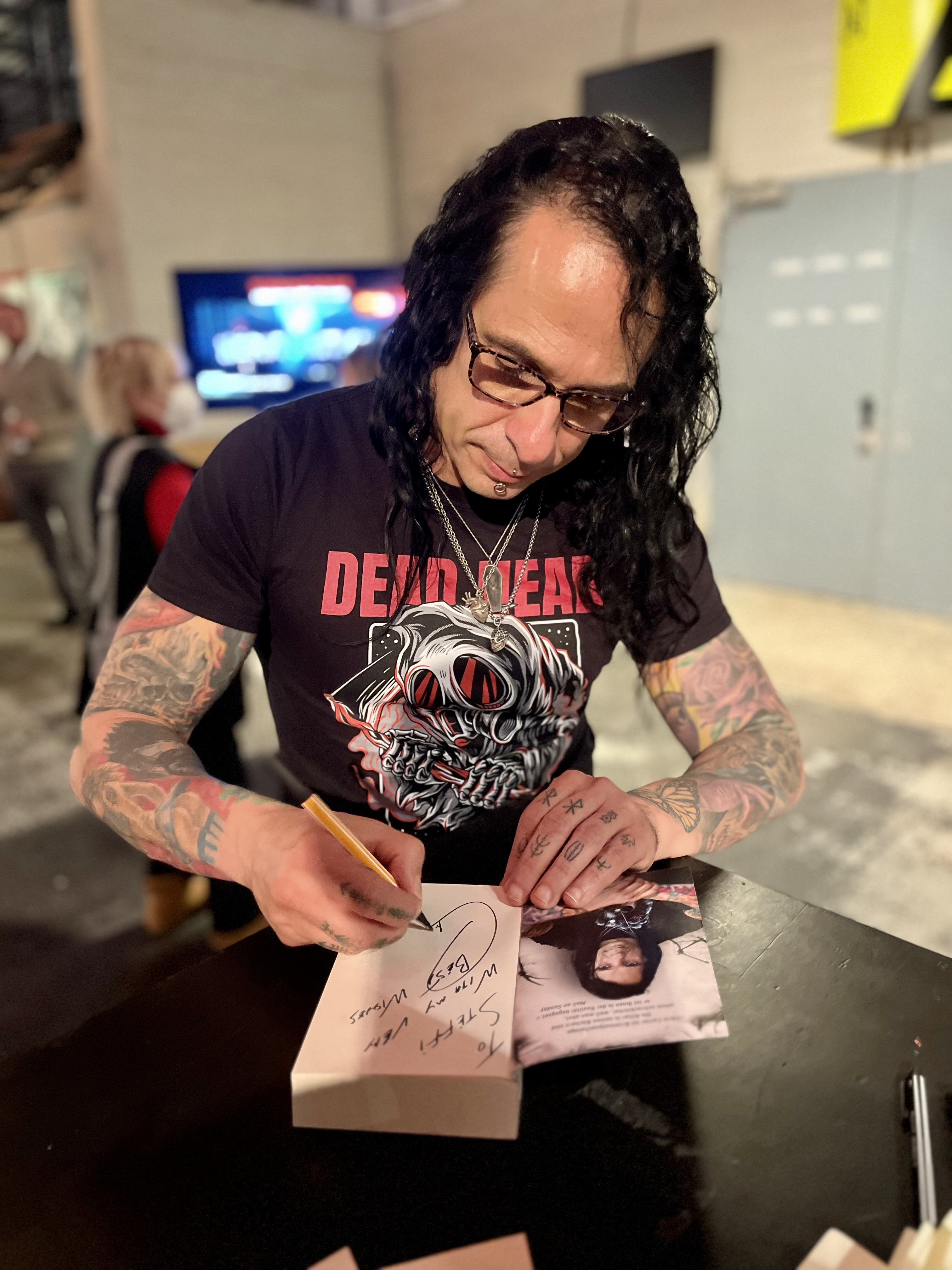
Chris Carter (* 1965)

- Carter, Chris (* 1989), US-amerikanischer Leichtathlet
- Carter, Chris (* 1992), US-amerikanisch-deutscher Basketballspieler
- Carter, Clarence (* 1936), US-amerikanischer Sänger
- Carter, Clarence Holbrook (1904–2000), US-amerikanischer Maler
- Carter, Conlan (* 1934), US-amerikanischer Schauspieler
- Carter, Cris (* 1965), US-amerikanischer Footballspieler und TV-Kommentator
- Carter, Daniel (* 1945), US-amerikanischer Jazzmusiker
- Carter, Daniel (* 1982), neuseeländischer Rugby-Union-Spieler
- Carter, Daniel (* 1989), australischer Dirigent
- Carter, Daniel P. (* 1972), britischer Musiker und Radio-DJ
- Carter, Daniel R. (* 1961), US-amerikanischer Informatiker
- Carter, Danielle (* 1993), englische Fußballspielerin
- Carter, David (1952–2020), US-amerikanischer Autor, Herausgeber und Filmproduzent
- Carter, David (* 1956), australischer Tennisspieler
- Carter, David (* 1972), englischer Berufsgolfer
- Carter, Dean (* 1955), US-amerikanischer SerienmörderDean Carter (* 1955)

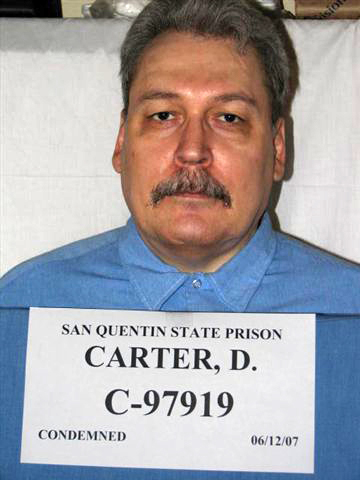
Dean Carter (* 1955)

- Carter, Deana (* 1966), US-amerikanische Country-Sängerin
- Carter, Deborah (* 1959), amerikanische Jazzmusikerin (Gesang, Komposition)
- Carter, Dexter (* 1967), US-amerikanischer American-Football-Spieler
- Carter, Dick (* 1928), US-amerikanischer Segler und Yachtkonstrukteur
- Carter, Dick, australischer Squashspieler
- Carter, Dilford C. (* 1930), US-amerikanischer Mammaloge
- Carter, Dixie (1939–2010), US-amerikanische Schauspielerin
- Carter, Doris (1912–1999), australische Hochspringerin
- Carter, Dorretta, britische Soul-Sängerin
- Carter, Douglas (1908–1988), neuseeländischer Politiker, Minister und Abgeordneter
- Carter, Duane (1913–1993), US-amerikanischer Rennfahrer
- Carter, Edna (1872–1963), US-amerikanische Physikerin und Hochschuldozentin
- Carter, Elizabeth (1717–1806), englische Dichterin, Altertumsforscherin, Autorin und Übersetzerin
- Carter, Elliott (1908–2012), US-amerikanischer Komponist
- Carter, Ellis W. (1906–1964), US-amerikanischer Kameramann
- Carter, Emily (* 1960), US-amerikanische Chemikerin
- Carter, Ethan III (* 1983), US-amerikanischer Wrestler
- Carter, Finn (* 1960), US-amerikanische Schauspielerin
- Carter, Forrest (1925–1979), US-amerikanischer Redenschreiber und Buchautor
- Carter, Frank (1879–1941), britischer Geher
- Carter, Frank (1910–1988), irischer Politiker
- Carter, Frank (* 1984), britischer Punk- und RockmusikerFrank Carter (* 1984)

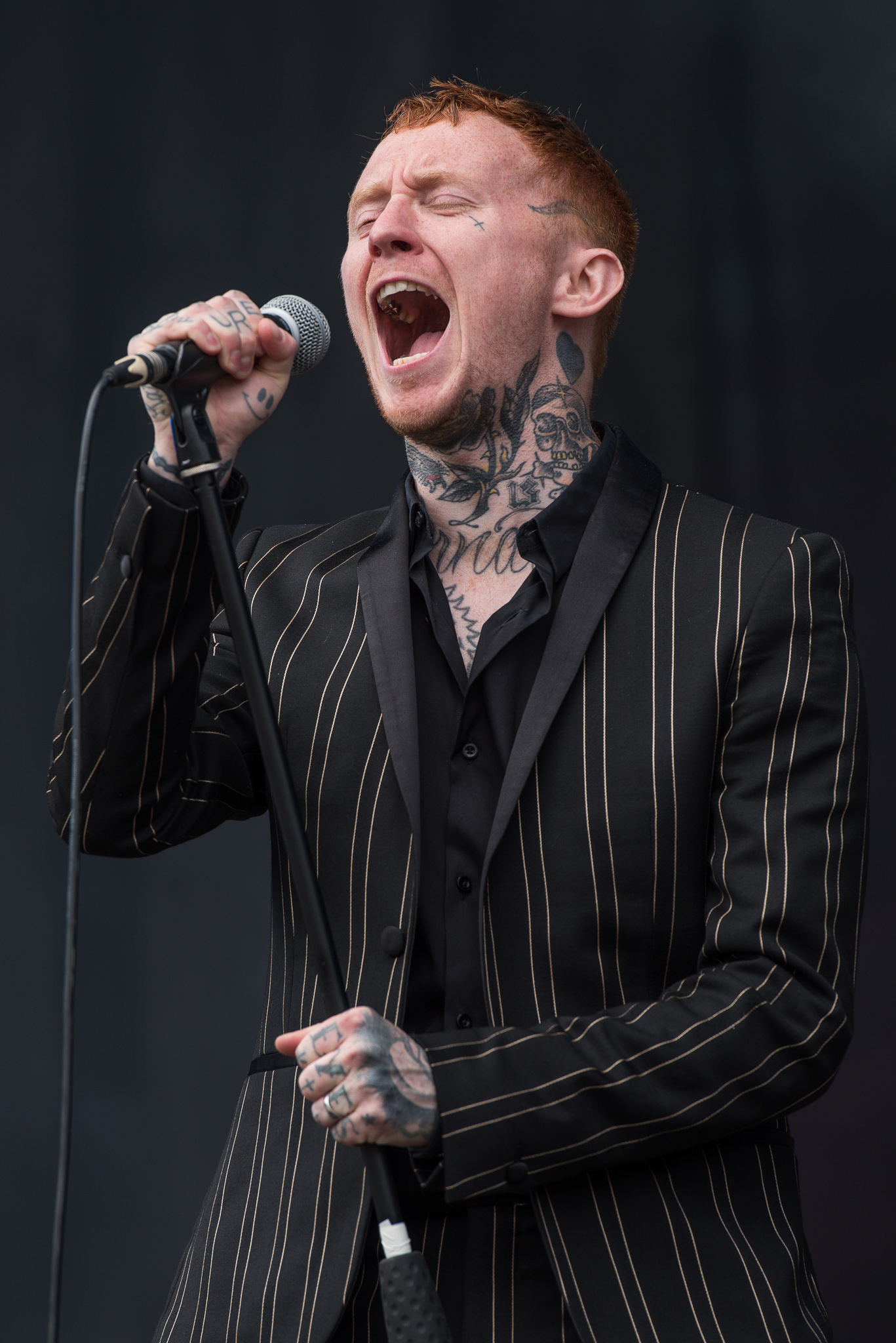
Frank Carter (* 1984)

- Carter, Freddy (* 1993), britischer Schauspieler
- Carter, Gabbie (* 2000), US-amerikanische PornodarstellerinGabbie Carter (* 2000)

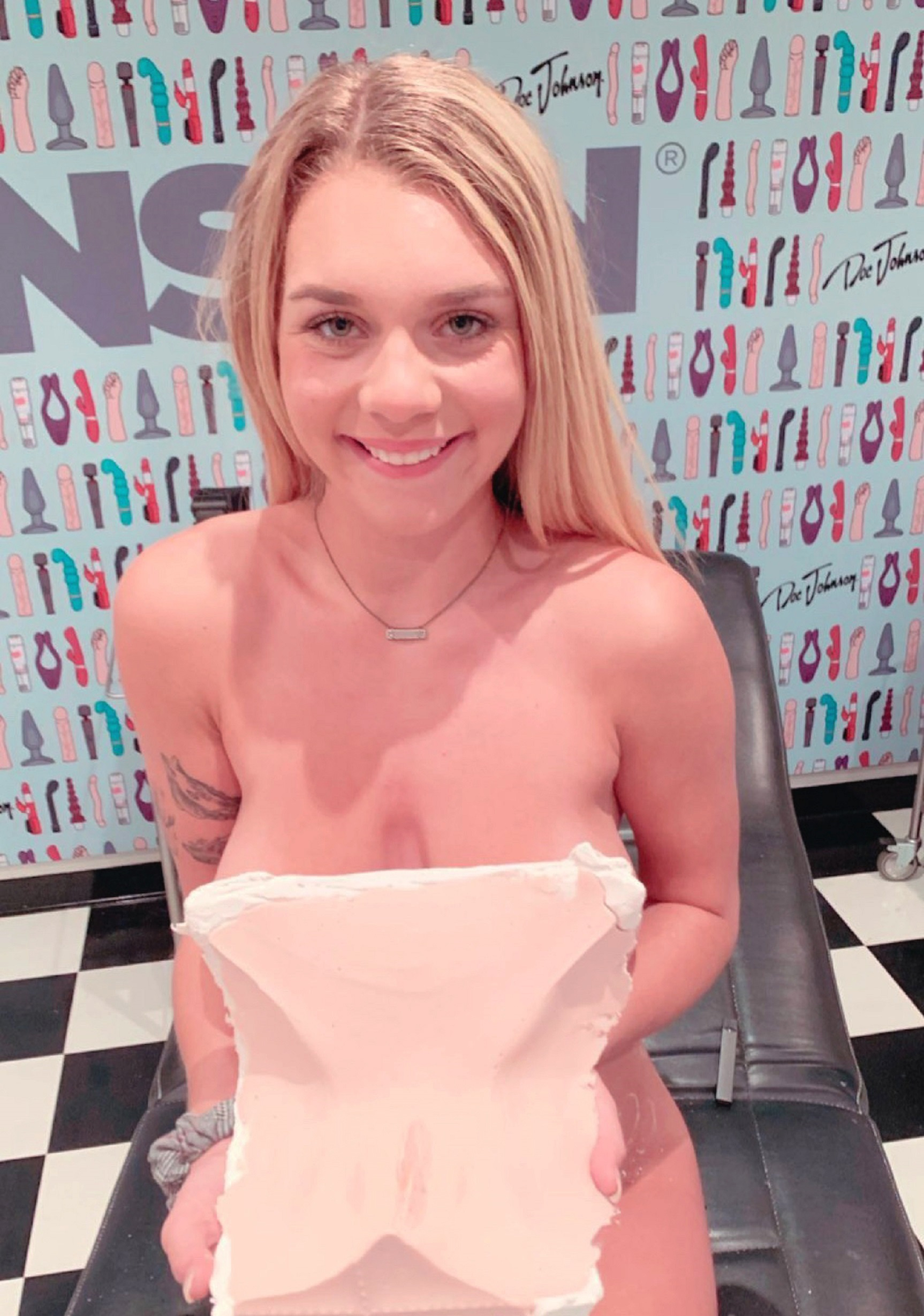
Gabbie Carter (* 2000)

- Carter, Garnet (1883–1954), US-amerikanischer Erfinder des Miniaturgolf
- Carter, George R. (1866–1933), US-amerikanischer Politiker und zweiter Territorialgouverneur von Hawaii
- Carter, Gerald Emmett (1912–2003), kanadischer Geistlicher, Erzbischof von Toronto und Kardinalpriester der Heiligen Römischen Kirche
- Carter, Gilbert Thomas (1848–1927), britischer Gouverneur von Gambia
- Carter, Grace (* 1997), englische Singer-Songwriterin
- Carter, Graydon (* 1949), kanadischer Journalist
- Carter, Greg, kanadischer Badmintonspieler
- Carter, Hamish (* 1971), neuseeländischer Triathlet
- Carter, Harold (1925–2017), walisischer Humangeograph
- Carter, Hayley (* 1995), US-amerikanische Tennisspielerin
- Carter, Helena (1920–2000), US-amerikanische Filmschauspielerin
- Carter, Henry Barlow (1803–1867), englischer Maler
- Carter, Henry John (1813–1895), britischer Chirurg, Geologe und Zoologe
- Carter, Henry Vandyke (1831–1897), britischer Anatom, Tropenmediziner, Illustrator und Chirurg
- Carter, Hodding III (1935–2023), US-amerikanischer Regierungsbeamter, Journalist und Hochschullehrer, Assistant Secretary of State
- Carter, Howard (1874–1939), britischer ÄgyptologeHoward Carter (1874–1939)

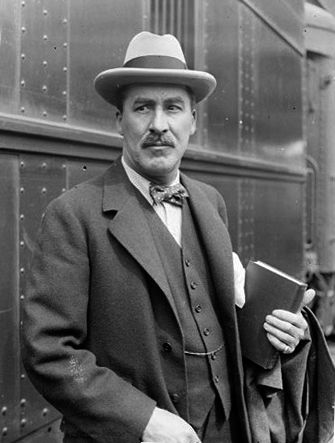
Howard Carter (1874–1939)

- Carter, Howard (* 1961), US-amerikanisch-französischer Basketballspieler
- Carter, Jack (1922–2015), US-amerikanischer Schauspieler, Komiker und Fernsehmoderator
- Carter, Jalen (* 2001), US-amerikanischer American-Football-Spieler
- Carter, James (* 1957), britischer Schwimmer
- Carter, James (* 1969), US-amerikanischer Saxophonist und Vertreter des Modern-Creative-Stils
- Carter, James (* 1978), US-amerikanischer Hürdenläufer
- Carter, James Coolidge (1827–1905), US-amerikanischer Rechtsanwalt
- Carter, James L., US-amerikanischer Kameramann
- Carter, James P. T. (1822–1869), US-amerikanischer Politiker, kommissarischer Gouverneur des Arizona-Territoriums
- Carter, Janis (1913–1994), US-amerikanische Bühnen- und Filmschauspielerin
- Carter, Jared (* 1939), amerikanischer Dichter und Redakteur
- Carter, Jason (* 1960), britischer Schauspieler
- Carter, Jason (* 1975), US-amerikanischer Politiker
- Carter, Jeff (* 1985), kanadischer Eishockeyspieler
- Carter, Jesse Benedict (1872–1917), amerikanischer Klassischer Philologe und Religionswissenschaftler
- Carter, Jessica (* 1997), englische Fußballspielerin
- Carter, Jim (* 1948), britischer Schauspieler
- Carter, Jimmy (1923–1994), US-amerikanischer Boxer
- Carter, Jimmy (1924–2024), US-amerikanischer Politiker, 39. Präsident der USA (1977–1981)Jimmy Carter (1924–2024)

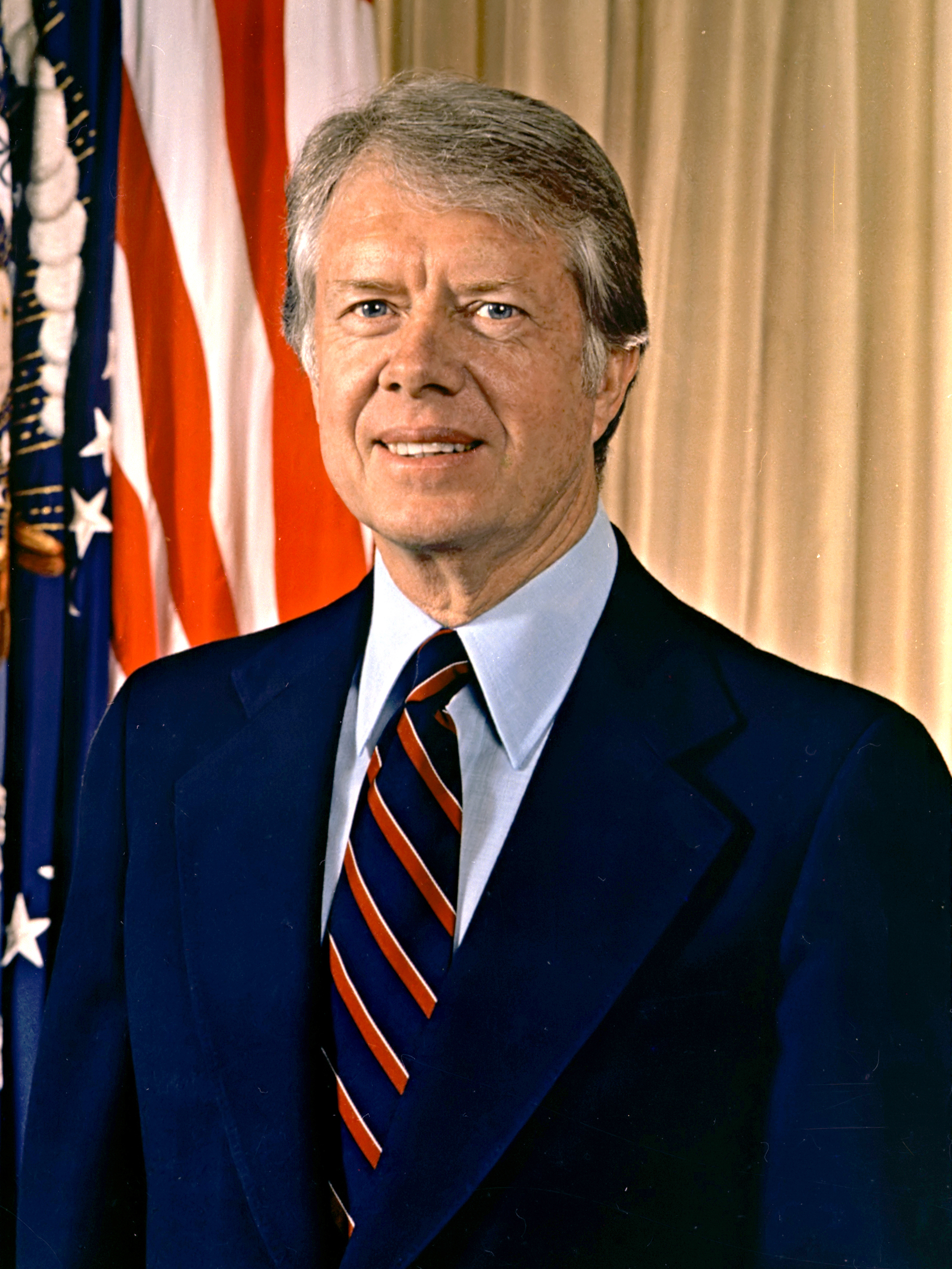
Jimmy Carter (1924–2024)

- Carter, Joe (1927–2001), US-amerikanischer Bluesmusiker
- Carter, Joelle (* 1972), US-amerikanische Schauspielerin und Model
- Carter, John (1792–1850), US-amerikanischer Politiker
- Carter, John (1922–2018), US-amerikanischer Filmeditor und Filmregisseur
- Carter, John (1927–2015), US-amerikanischer Schauspieler
- Carter, John (1929–1991), US-amerikanischer Jazz-Musiker
- Carter, John (* 1941), US-amerikanischer Jurist und Politiker der Republikanischen Partei
- Carter, John (* 1942), britischer Sänger, Songwriter und Musikproduzent
- Carter, John (* 1963), US-amerikanischer Eishockeyspieler
- Carter, John Carpenter (1837–1864), General der Konföderierten Staaten von Amerika im Amerikanischen Bürgerkrieg
- Carter, John Franklin (1897–1967), US-amerikanischer Journalist und Schriftsteller
- Carter, John Marshall (* 1949), amerikanischer Sporthistoriker
- Carter, John Prentiss (1840–1925), US-amerikanischer Politiker
- Carter, John R. (1907–1982), US-amerikanischer Tontechniker
- Carter, Joshua (* 1986), US-amerikanischer Basketballspieler
- Carter, Joy (* 1955), britische Geologin und Bildungsforscherin
- Carter, June, australische Badmintonspielerin
- Carter, Kayden (* 1988), amerikanische Wrestlerin
- Carter, Keith (1924–2013), US-amerikanischer Schwimmer
- Carter, Kenny (1961–1986), britischer Speedwayfahrer
- Carter, Kent (* 1939), amerikanischer Bassist und Cellist des Modern Jazz und des Creative Jazz
- Carter, Kerry (* 1991), US-amerikanischer Basketballspieler
- Carter, Kevin (1960–1994), südafrikanischer FotojournalistKevin Carter (1960–1994)

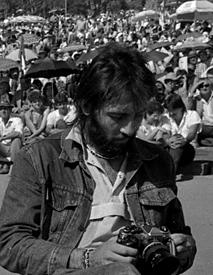
Kevin Carter (1960–1994)

- Carter, Kori (* 1992), US-amerikanische Hürdenläuferin
- Carter, Kristopher (* 1972), US-amerikanischer Komponist
- Carter, Kyle (* 1969), kanadischer Vielseitigkeitsreiter
- Carter, Kym (* 1964), US-amerikanische Siebenkämpferin
- Carter, LaMark (* 1970), US-amerikanischer Dreispringer
- Carter, Lauren Ashley, US-amerikanische Schauspielerin und Filmproduzentin
- Carter, Len (* 1942), britischer Sprinter
- Carter, Leslie (1986–2012), US-amerikanische Popsängerin
- Carter, Lily (* 1988), US-amerikanische Pornodarstellerin
- Carter, Lin (1930–1988), US-amerikanischer Autor, Redakteur und Kritiker
- Carter, Lorenzo (* 1995), US-amerikanischer American-Football-Spieler
- Carter, Lou (1918–2005), amerikanischer Jazzmusiker (Piano, Gesang, Komposition)
- Carter, Lucile (1875–1934), US-amerikanische Überlebende des Untergangs der Titanic
- Carter, Luther C. (1805–1875), US-amerikanischer Politiker
- Carter, Lynda (* 1951), US-amerikanische Schauspielerin und SängerinLynda Carter (* 1951)

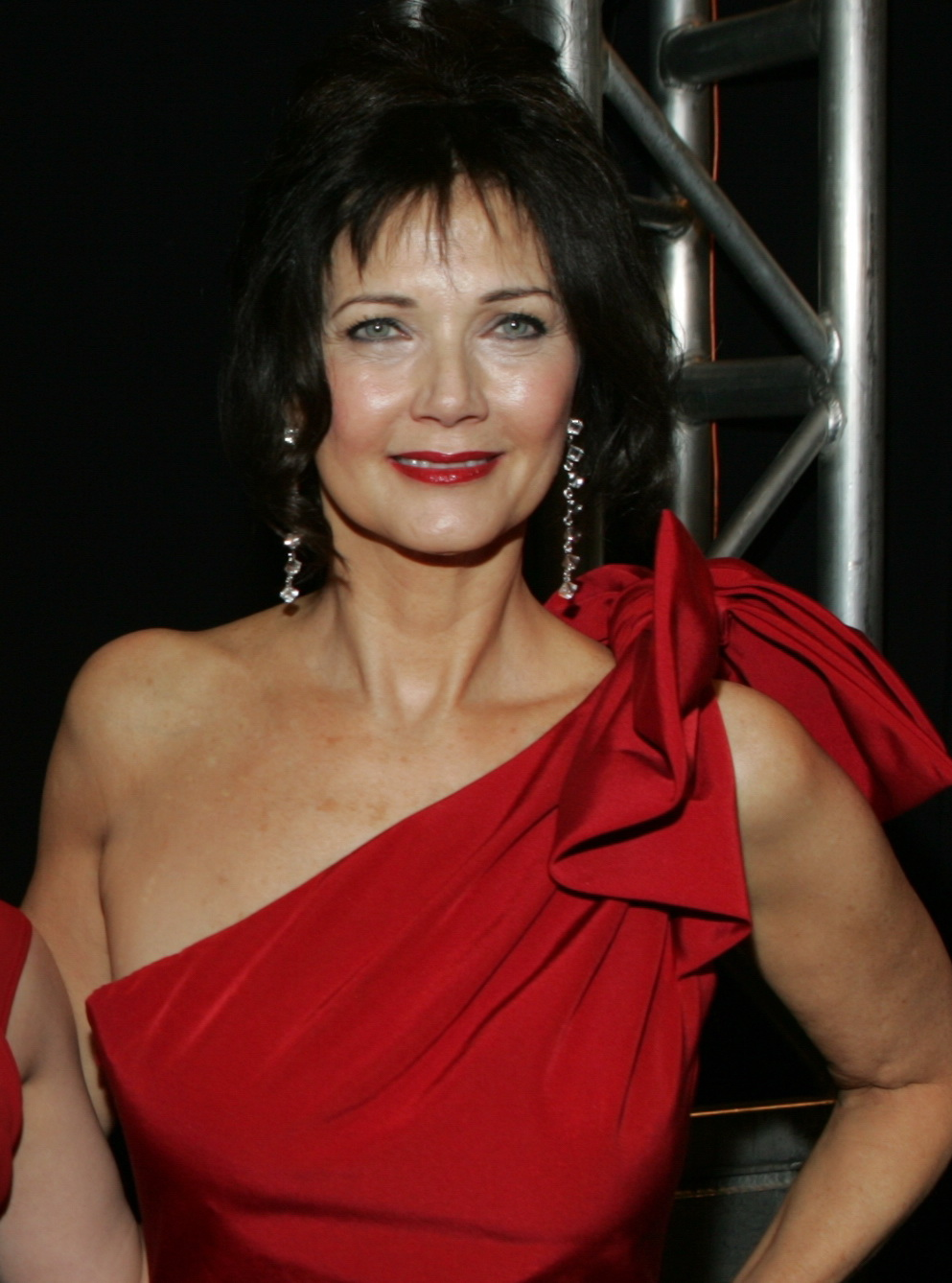
Lynda Carter (* 1951)

- Carter, Marc Antonio (* 1985), US-amerikanischer Basketballspieler
- Carter, Marshall S. (1909–1993), US-amerikanischer Militär, Offizier in der United States Army und Direktor der NSA
- Carter, Matthew (* 1937), britischer Typograph
- Carter, Maurice (1913–2000), britischer Filmarchitekt
- Carter, Maybelle (1909–1978), US-amerikanische Country-Musikerin
- Carter, Mel (* 1939), US-amerikanischer Pop- und Soulsänger sowie Schauspieler
- Carter, Michael (* 1947), schottischer Schauspieler
- Carter, Michael (* 1960), US-amerikanischer Leichtathlet und Footballspieler
- Carter, Michael (* 1999), US-amerikanischer American-Football-Spieler
- Carter, Michael A. († 2004), Tonmeister
- Carter, Michael Patrick (* 1981), US-amerikanischer Filmschauspieler
- Carter, Michelle (* 1985), US-amerikanische Kugelstoßerin
- Carter, Neal (1923–2019), US-amerikanischer Autorennfahrer
- Carter, Neal M. (1902–1978), kanadischer Meeresbiologe, Kartograf, Fotograf, Bergsteiger und Vermesser
- Carter, Neil (* 1958), britischer Musiker
- Carter, Nell (1948–2003), US-amerikanische Schauspielerin und SängerinNell Carter (1948–2003)

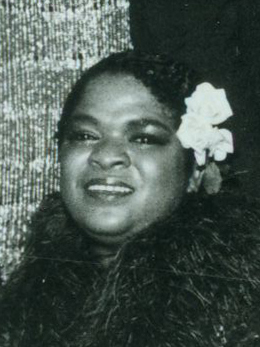
Nell Carter (1948–2003)

- Carter, Nesta (* 1985), jamaikanischer Sprinter und Staffel-Olympiasieger
- Carter, Nick (1924–2003), neuseeländischer Radrennfahrer
- Carter, Nick (* 1959), britischer General; „Chief of the Defence Staff“ der britischen Streitkräfte
- Carter, Nick (* 1980), US-amerikanischer SängerNick Carter (* 1980)

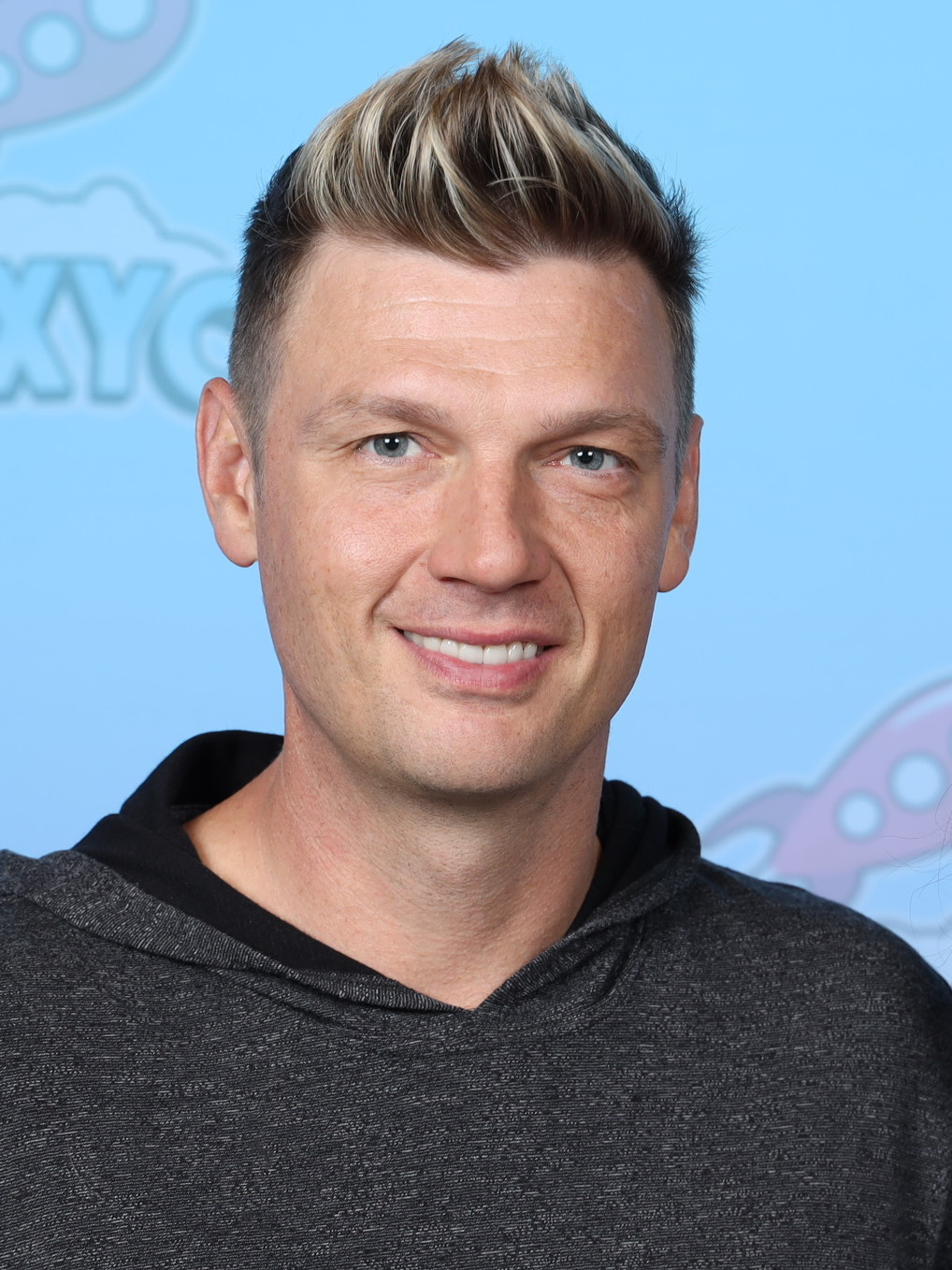
Nick Carter (* 1980)

- Carter, Norah (1881–1966), neuseeländische Fotografin
- Carter, Oliver, Schweizer Wrestler
- Carter, Oliver Jesse (1911–1976), US-amerikanischer Jurist und Politiker
- Carter, Patrick, Baron Carter of Coles (* 1946), britischer Politiker (Labour)
- Carter, Paul (* 1963), englischer Squashspieler und -trainer
- Carter, Peter (1929–1999), britischer Schriftsteller
- Carter, Phillip (* 1959), US-amerikanischer Diplomat
- Carter, Prudence, US-amerikanische Soziologin
- Carter, Rashaan, US-amerikanischer Jazzmusiker (Kontrabass)
- Carter, Regina (* 1966), amerikanische Violinistin
- Carter, Reginald († 1995), britischer Schauspieler
- Carter, Richard (1953–2019), australischer Schauspieler
- Carter, Rick (* 1952), US-amerikanischer Szenenbildner und Artdirector
- Carter, Robert (1663–1732), Kolonist in Williamsburg, Virginia
- Carter, Robert (1955–2015), britischer Schriftsteller
- Carter, Roger (1934–2022), britischer Mathematiker
- Carter, Ron (* 1937), US-amerikanischer Jazz-Kontrabassist, Cellist und Komponist
- Carter, Ronan (* 1996), britischer Schauspieler
- Carter, Rosalynn (1927–2023), US-amerikanische First Lady
- Carter, Roy, britischer Musiker
- Carter, Ruben (* 1992), US-amerikanischer American-Football-Spieler und Canadian-Football-Spieler
- Carter, Rubin (1937–2014), US-amerikanischer Boxer und BürgerrechtlerRubin Carter (1937–2014)

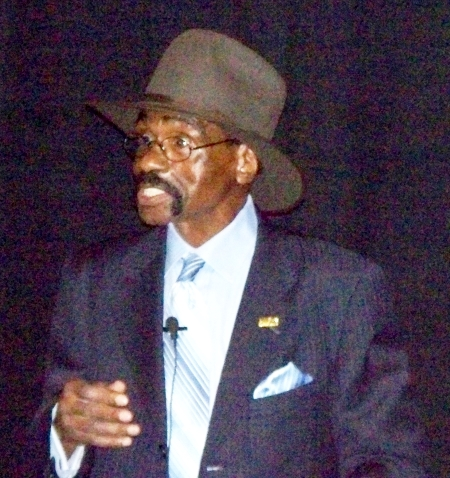
Rubin Carter (1937–2014)

- Carter, Ruth E. (* 1960), US-amerikanische Kostümbildnerin
- Carter, Ryan (* 1980), US-amerikanischer Komponist
- Carter, Ryan (* 1983), US-amerikanischer Eishockeyspieler
- Carter, Samuel Emmanuel (1919–2002), jamaikanischer Geistlicher, katholischer Bischof
- Carter, Samuel P. (1819–1891), US-amerikanischer Marineoffizier
- Carter, Sara (1898–1979), US-amerikanische Country-Sängerin
- Carter, Sarah (* 1980), kanadische SchauspielerinSarah Carter (* 1980)

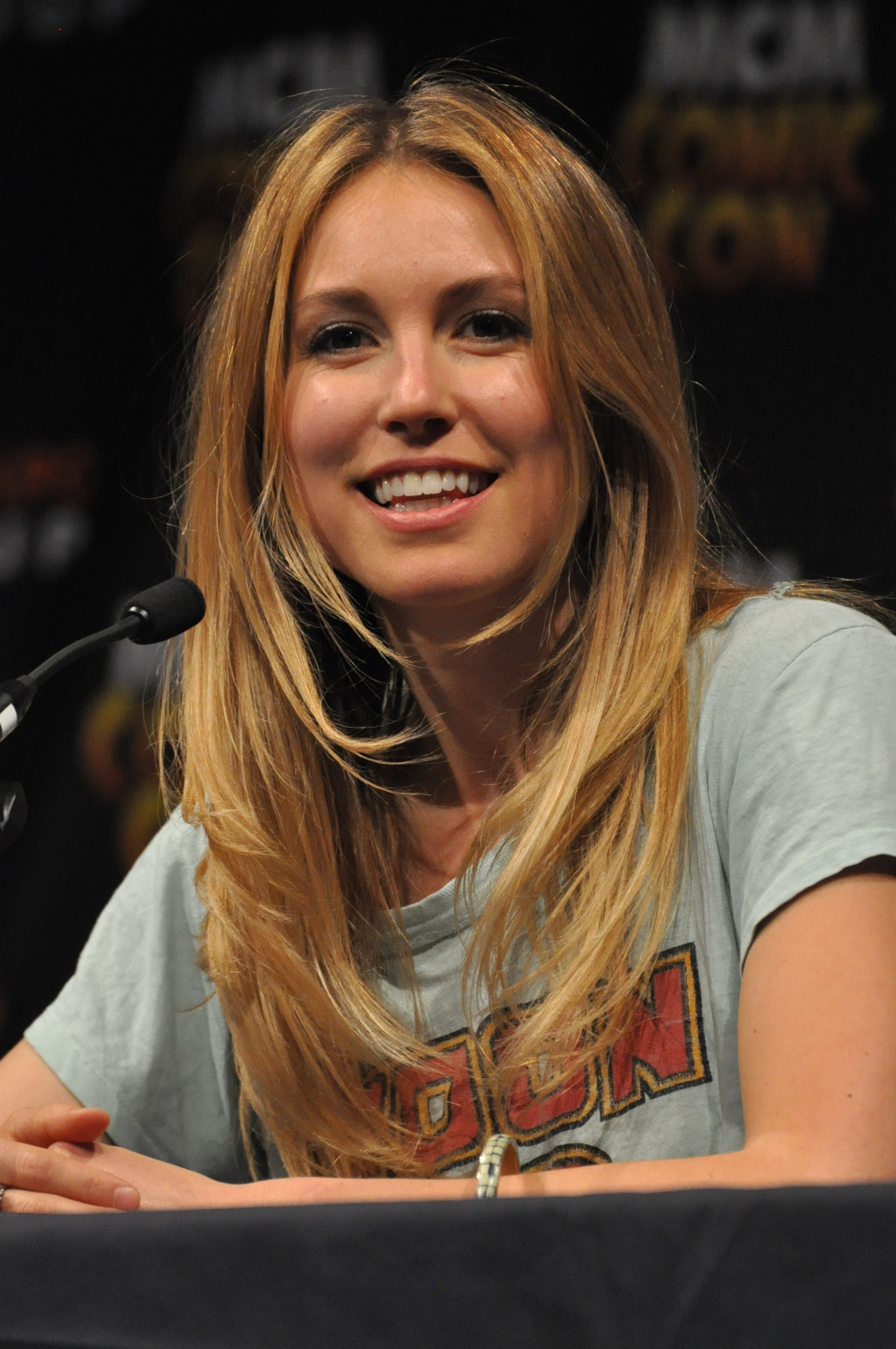
Sarah Carter (* 1980)

- Carter, Shawn (* 1973), US-amerikanischer Eishockeyspieler
- Carter, Sidney (1880–1956), kanadischer Fotograf, Kunst- und Antiquitätenhändler
- Carter, Sonny (1947–1991), US-amerikanischer Astronaut
- Carter, Stephen L. (* 1954), US-amerikanischer Schriftsteller
- Carter, Stephen, Baron Carter of Barnes (* 1964), britischer Politiker (Labour)
- Carter, Steven V. (1915–1959), US-amerikanischer Politiker
- Carter, T. K. (* 1956), US-amerikanischer Schauspieler
- Carter, Terry (1928–2024), US-amerikanischer Schauspieler
- Carter, Thomas (* 1953), US-amerikanischer Regisseur und Schauspieler
- Carter, Thomas Donald (1893–1972), US-amerikanischer Zoologe
- Carter, Thomas Henry (1854–1911), US-amerikanischer Politiker
- Carter, Tim (1967–2008), englischer Fußballspieler
- Carter, Tim Lee (1910–1987), US-amerikanischer Politiker
- Carter, Timothy J. (1800–1838), US-amerikanischer Politiker
- Carter, Troy (* 1963), amerikanischer Politiker der Demokratischen Partei
- Carter, Trudi (* 1994), jamaikanische Fußballspielerin
- Carter, Ty (* 1980), US-amerikanischer Kriegsveteran
- Carter, Tyler (* 1991), US-amerikanischer Rockmusiker
- Carter, Valerie (1953–2017), US-amerikanische Sängerin und Songschreiberin
- Carter, Vince (* 1977), US-amerikanischer BasketballspielerVince Carter (* 1977)

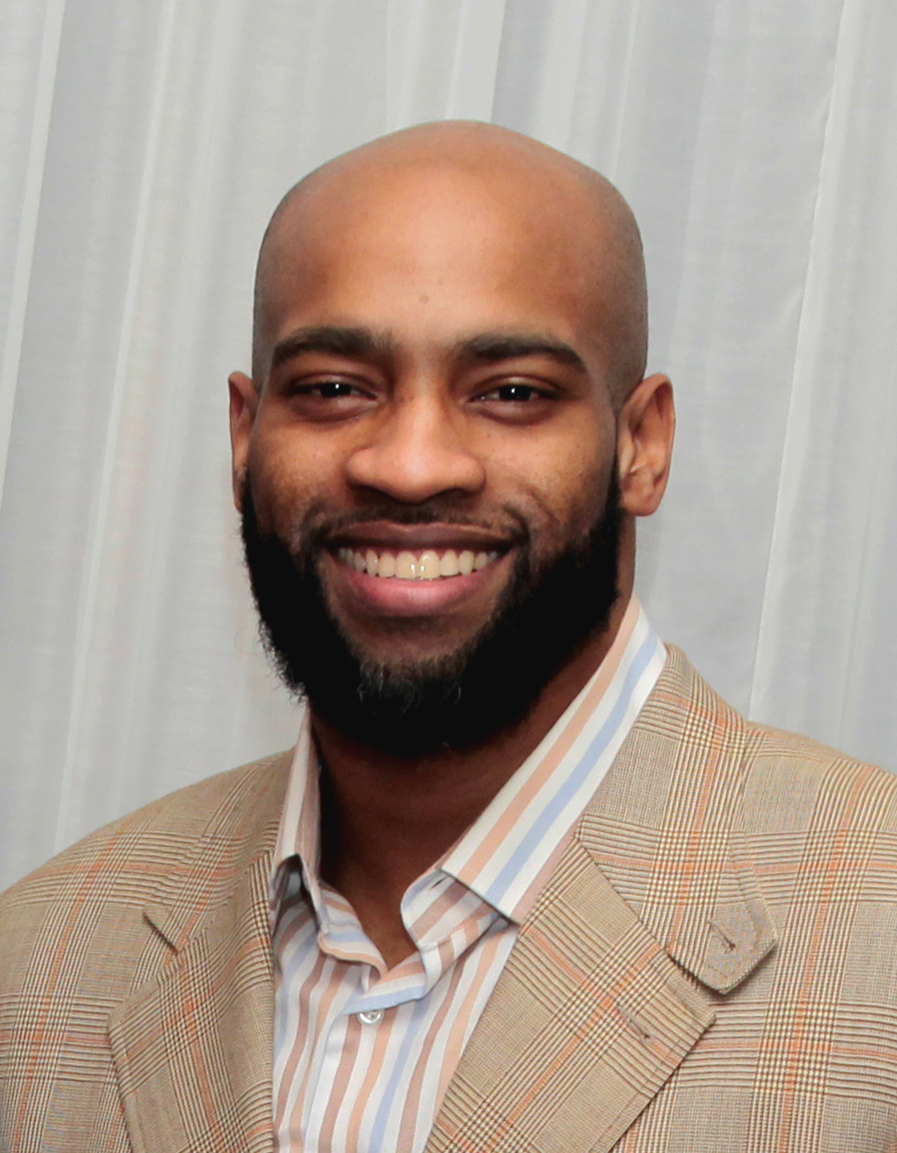
Vince Carter (* 1977)

- Carter, Vincent (1891–1972), US-amerikanischer Politiker
- Carter, Vincent O. (1924–1983), US-amerikanischer Schriftsteller
- Carter, Vivian (1921–1989), US-amerikanische Labelbetreiberin und Radio-DJ
- Carter, Walter E. Jr. (* 1959), US-amerikanischer Offizier, Vizeadmiral der US-Navy
- Carter, Wendell Jr. (* 1999), US-amerikanischer Basketballspieler
- Carter, Wendy, US-amerikanische Schauspielerin, Synchronschwimmerin und Schauspiel- und Schwimmlehrerin
- Carter, Wilf (1904–1996), kanadischer Sänger, Songwriter und Jodler
- Carter, William († 1584), englischer Märtyrer
- Carter, William Arnold (1907–1996), US-amerikanischer Armeeoffizier und Gouverneur der Panamakanalzone
- Carter, William Blount (1792–1848), US-amerikanischer Politiker
- Carter, William Henry (1864–1955), US-amerikanischer Politiker
- Carter, Xavier (* 1985), US-amerikanischer Sprinter
- Carter-Vickers, Cameron (* 1997), englisch-US-amerikanischer Fußballspieler
- Carter-Williams, Michael (* 1991), US-amerikanischer Basketballspieler
- Carteret, Antoine (1813–1889), Schweizer Politiker
- Carteret, Henry, 1. Baron Carteret (1735–1826), britischer Adliger und Politiker
- Carteret, John, 2. Earl Granville (1690–1763), britischer Staatsmann
- Carteret, Philipp (1733–1796), britischer Seefahrer und Entdecker
- Carteri, Rosanna (1930–2020), italienische Opernsängerin (Sopran)
- Carteris, Gabrielle (* 1961), US-amerikanische SchauspielerinGabrielle Carteris (* 1961)

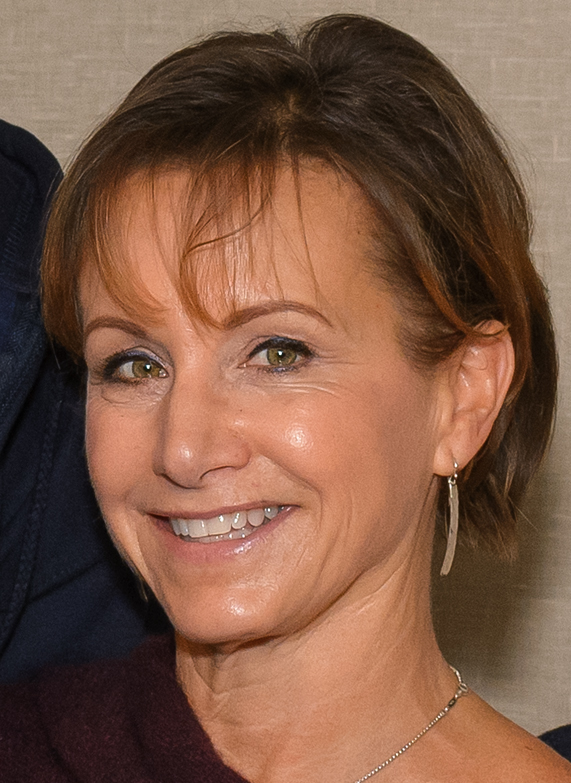
Gabrielle Carteris (* 1961)

#### Cartes
- Cartes, Horacio (* 1956), paraguayischer Unternehmer, Politiker und Präsident von Paraguay
- Cartés, Roberto (* 1972), chilenischer Fußballspieler

#### Carteu
- Carteus, Pierre (1943–2003), belgischer Fußballspieler

#### Cartey
- Cartey, Ric (1937–2009), US-amerikanischer Rockabilly-Musiker und Songschreiber

### Cartf
- Cartford, Gerhard M. (1923–2016), Kirchenmusiker in den USA

### Carth
- Carthaus, Emil († 1933), deutscher Geologe und Höhlenkundler
- Cartheuser, Friedrich August (1734–1796), deutscher Chemiker und Pharmazeut
- Cartheuser, Johann Friedrich (1704–1777), deutscher Chemiker und Mediziner
- Carthy, Eliza (* 1975), britische Folkmusikerin (Gesang, Fiddel)
- Carthy, Hugh (* 1994), britischer Radrennfahrer
- Carthy, Martin (* 1941), britischer Folksänger und -gitarrist
- Carthy, Matt (* 1977), irischer Politiker (Sinn Féin), MdEP

### Carti
- Cartier, Carlo (* 1951), italienischer Schauspieler
- Cartier, Corinne (* 1942), Schweizer Softporno-Darstellerin
- Cartier, George-Étienne (1814–1873), kanadischer Politiker
- Cartier, Gérard (* 1949), französischer Ingenieur und Dichter
- Cartier, Henriette (1902–1994), Schweizer Frauenrechtlerin
- Cartier, Jacques (1491–1557), französischer Entdecker und SeefahrerJacques Cartier (1491–1557)

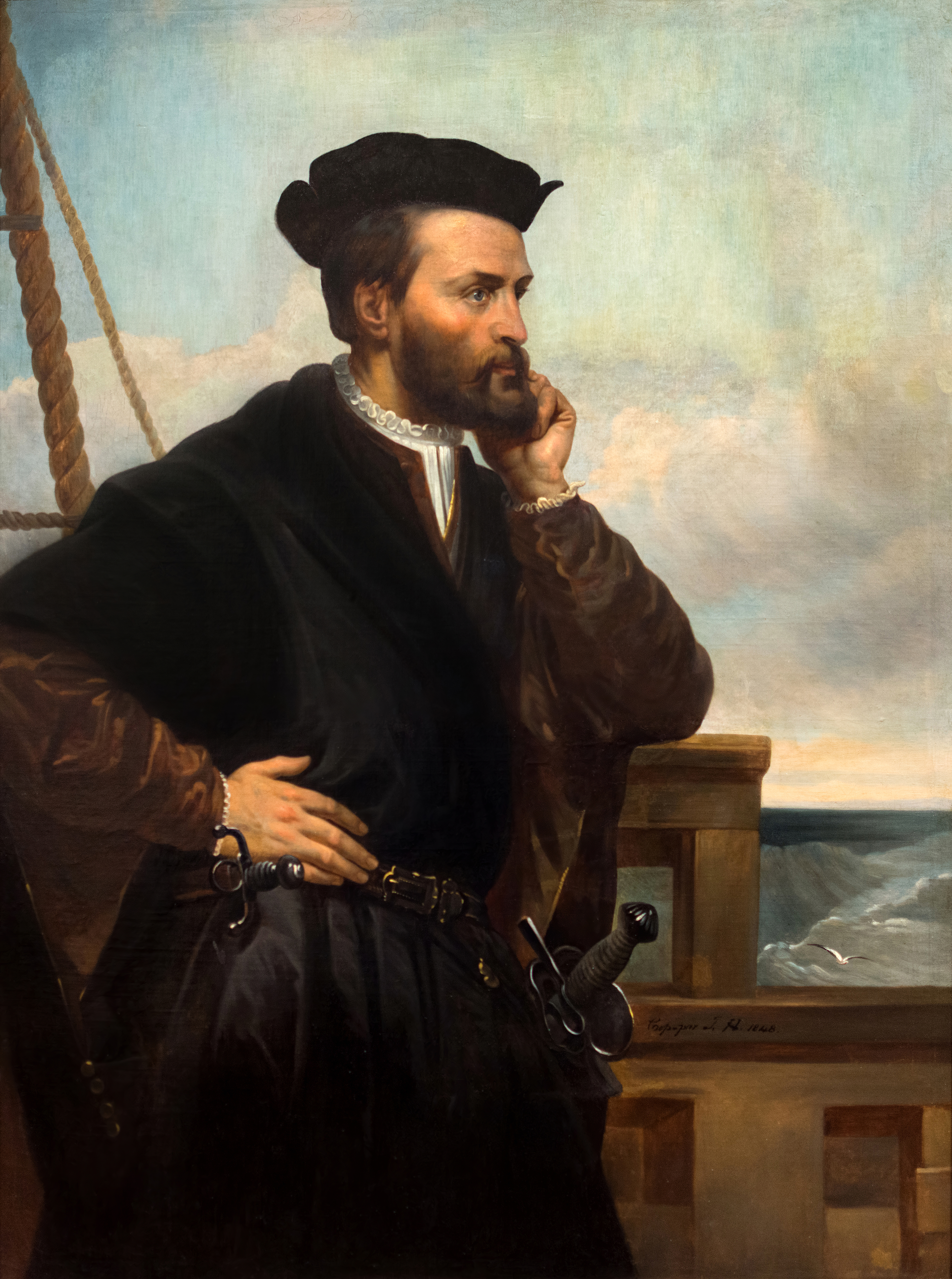
Jacques Cartier (1491–1557)

- Cartier, Jean-Baptiste (1765–1841), französischer Komponist, Violinist, Musikverleger der Klassik
- Cartier, Johann Bonaventura (1800–1858), Schweizer Politiker
- Cartier, Max (1896–1928), Schweizer Pilot
- Cartier, Pierre (1932–2024), französischer Mathematiker
- Cartier, Raymond (1904–1975), französischer Journalist und Schriftsteller
- Cartier, Victoria (1867–1955), kanadische Organistin und Musikpädagogin
- Cartier-Bresson, Henri (1908–2004), französischer FotografHenri Cartier-Bresson (1908–2004)

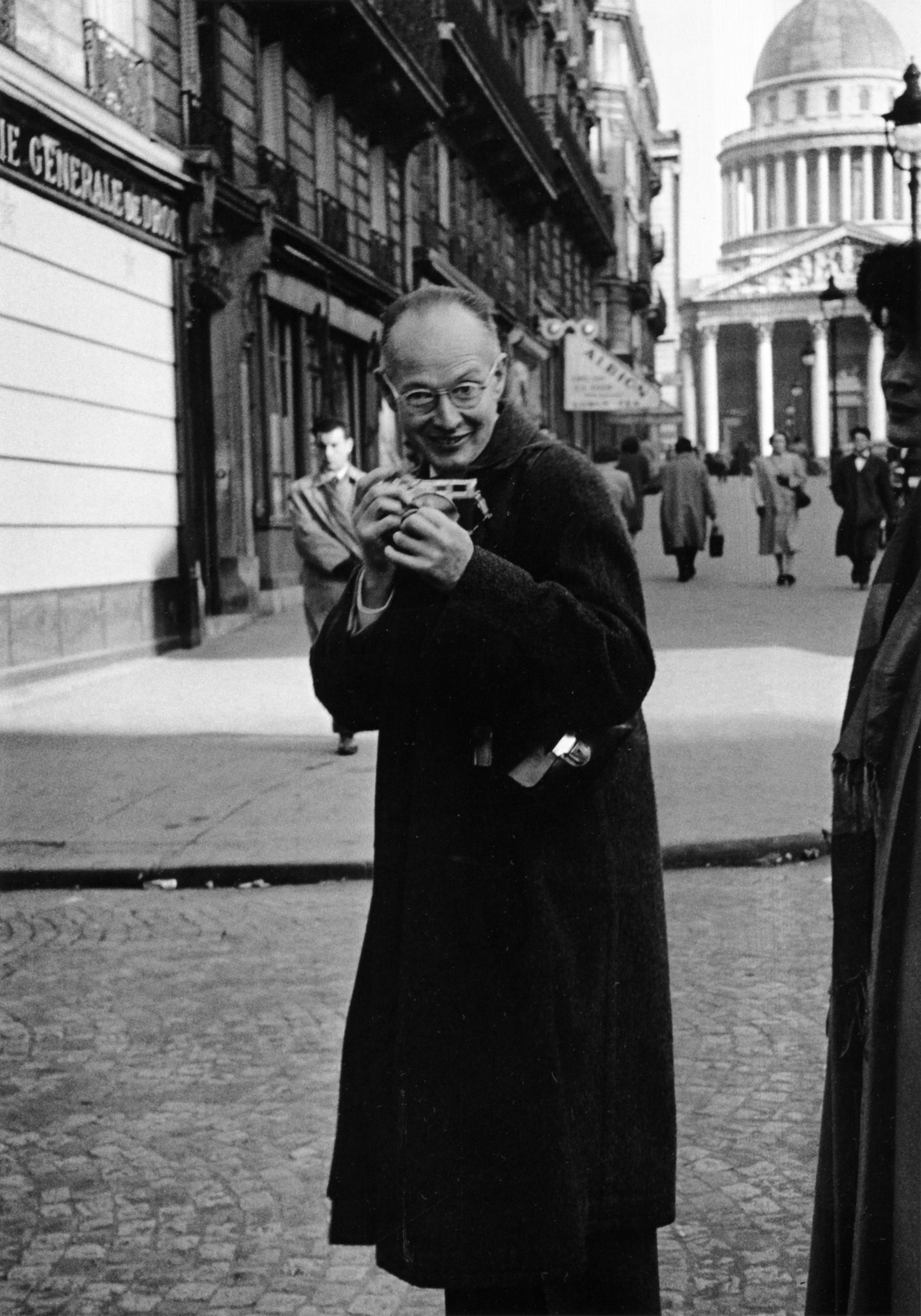
Henri Cartier-Bresson (1908–2004)

- Cartigny, Claude-Charles (1782–1852), französischer Schauspieler
- Cartilius Poplicola, Gaius, Duovir in Ostia
- Cartillier, Antonin (* 2004), französischer Fußballspieler
- Cartimandua, Königin der Briganten

### Cartl
- Cartland, Barbara (1901–2000), britische Autorin romantischer Literatur
- Cartland, Douglas (1914–2002), amerikanischer Tischtennisspieler
- Cartledge, Bryan (* 1931), britischer Diplomat und Regierungsbeamter, Botschafter in Ungarn und der Sowjetunion
- Cartlidge, Katrin (1961–2002), britische Schauspielerin
- Cartlow, Jürgen von Heyden von (1887–1934), deutscher Jurist und Rittergutbesitzer

### Cartm
- Cartmail, Gail (* 1955), britische stellvertretende Generalsekretärin der Gewerkschaft Unite
- Cartmell, Fraser (* 1982), britischer Triathlet
- Cartmell, Nate (1883–1967), US-amerikanischer Sprinter
- Cartmill, Cleve (1908–1964), amerikanischer Science-Fiction- und Horror-Autor

### Carto
- Cartojan, Nicolae (1883–1944), rumänischer Romanist, Rumänist und Mediävist
- Cartola (1908–1980), brasilianischer Komponist und Musiker
- Carton de Wiart, Adrian (1880–1963), britischer GeneralleutnantAdrian Carton de Wiart (1880–1963)

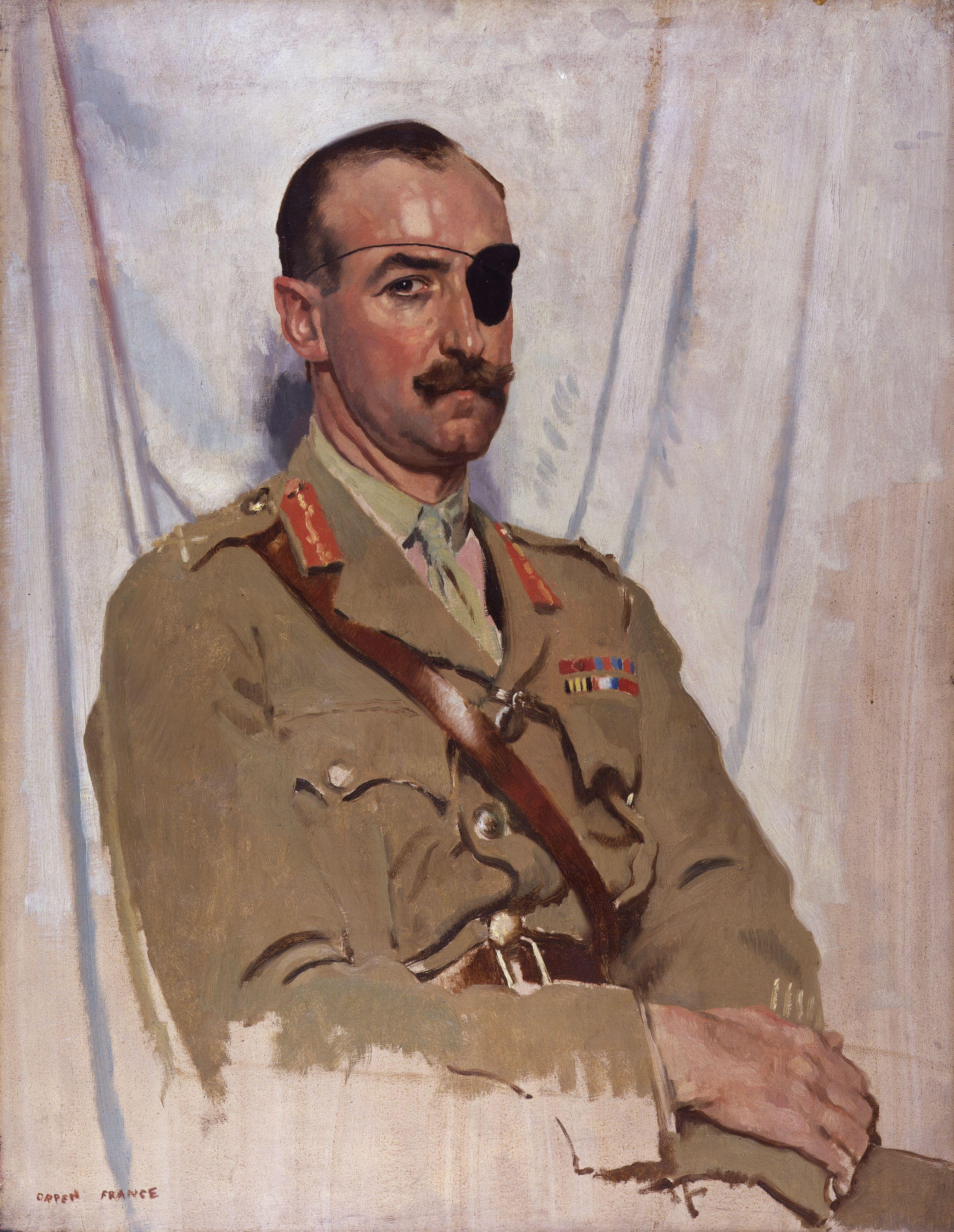
Adrian Carton de Wiart (1880–1963)

- Carton de Wiart, Henry (1869–1951), belgischer Politiker und Premierminister
- Carton, Cheryl, US-amerikanische Badmintonspielerin
- Carton, Fernand (1921–2019), französischer Linguist, Phonetiker und Dialektologe
- Carton, Louis (1861–1924), französischer Arzt und Archäologe
- Carton, Louise (* 1994), belgische Leichtathletin
- Carton, Pauline (1884–1974), französische Schauspielerin
- Carton, Raoul (1879–1934), französischer Philosoph
- Cartouche (1693–1721), französischer Verbrecher

### Carts
- Cartsburg, Ingolf, deutscher Sportmoderator und Rugbyspieler

### Cartt
- Cartter, David Kellogg (1812–1887), US-amerikanischer Jurist und Politiker

### Cartu
- Cârțu, Sorin (* 1955), rumänischer Fußballspieler und -trainer
- Cartus, Daniel (* 1978), deutscher Fußballspieler
- Cartuyvels, Charles (1835–1907), belgischer, römisch-katholischer Priester, Theologe, Publizist und Kanzelredner

### Cartw
- Cartwright, Alan (1945–2021), britischer Rockmusiker
- Cartwright, Alexander (1820–1892), US-amerikanischer Feuerwehrmann und Baseballpionier
- Cartwright, Angela (* 1952), britische SchauspielerinAngela Cartwright (* 1952)

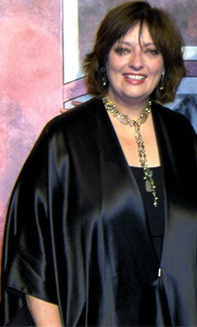
Angela Cartwright (* 1952)

- Cartwright, Bill (* 1957), US-amerikanischer Basketballspieler
- Cartwright, Cyril (1924–2015), englischer Radrennfahrer
- Cartwright, Deirdre (* 1956), britische Fusiongitarristin
- Cartwright, Denisha (* 1999), bahamaische Hürdenläuferin
- Cartwright, Edmund (1743–1823), Erfinder der mechanischen Webmaschine Power Loom
- Cartwright, Fairfax (1857–1928), britischer Diplomat
- Cartwright, George, australischer Fußballspieler
- Cartwright, George (* 1950), amerikanischer Jazz- und Improvisationsmusiker
- Cartwright, H. G., US-amerikanischer Filmtechnikpionier und Filmschaffender
- Cartwright, Jack (* 1998), australischer Schwimmer
- Cartwright, James E. (* 1949), US-amerikanischer Militär, Kommandeur des US STRATCOM
- Cartwright, John Robert (1895–1979), kanadischer Richter, Vorsitzender des Obersten Gerichtshofes
- Cartwright, Justin (1943–2018), britischer Schriftsteller südafrikanischer Herkunft
- Cartwright, Lynn (1927–2004), US-amerikanische Schauspielerin
- Cartwright, Mary (1900–1998), englische Mathematikerin
- Cartwright, Matt (* 1961), US-amerikanischer Politiker (Demokratische Partei)
- Cartwright, Nancy (* 1944), US-amerikanische Philosophin
- Cartwright, Nancy (* 1957), US-amerikanische Schauspielerin und SynchronsprecherinNancy Cartwright (* 1957)

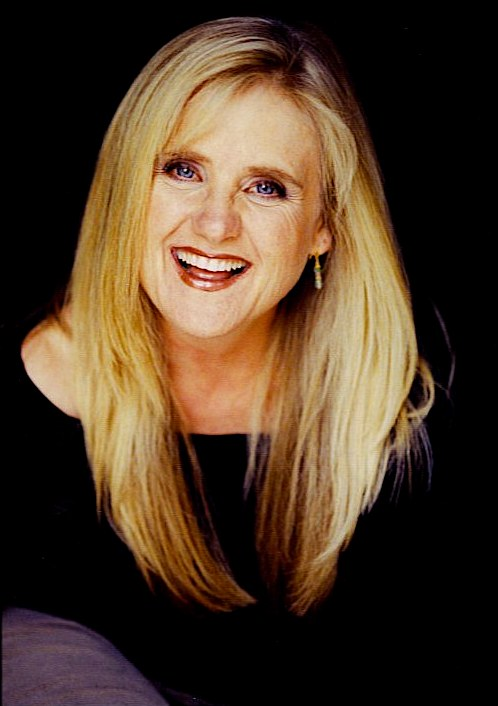
Nancy Cartwright (* 1957)

- Cartwright, Peter (1785–1872), US-amerikanischer Prediger
- Cartwright, Rebecca (* 1983), australische Schauspielerin und Sängerin
- Cartwright, Richard John (1835–1912), kanadischer Politiker, Unterhausabgeordneter, Senator und Bundesminister
- Cartwright, Robert (* 1930), britischer Artdirector und Szenenbildner
- Cartwright, Ryan (* 1981), britischer Schauspieler
- Cartwright, Silvia (* 1943), neuseeländische Richterin und Generalgouverneurin von Neuseeland
- Cartwright, Thomas (1535–1603), englischer Theologe und Vertreter des presbyterianischen Puritanismus
- Cartwright, Veronica (* 1949), britische SchauspielerinVeronica Cartwright (* 1949)

Veronica Cartwright (* 1949)

- Cartwright, Wilburn (1892–1979), US-amerikanischer Politiker
- Cartwright, William (1611–1643), englischer Dichter und Dramatiker
- Cartwright, William (1920–2013), US-amerikanischer Filmeditor
- Cartwright-Robinson, Sharlene (* 1971), Politikerin der Turks- und Caicosinseln

### Carty
- Carty, Ashley (* 1995), englischer Snookerspieler
- Carty, David, anguillanischer Politiker, Parlamentspräsident
- Carty, Germán (* 1968), peruanischer Fußballspieler
- Carty, John (1950–2014), irischer Politiker
- Carty, John J. (1861–1932), US-amerikanischer Elektroingenieur und Telefonpionier
- Carty, Kerthney (* 1962), englischer Fußballtrainer
- Carty, Linda (* 1958), US-amerikanische Mörderin und Entführerin
- Carty, Michael (1916–1975), irischer Politiker, Teachta Dála
- Carty, R. Kenneth (* 1944), kanadischer Politikwissenschaftler